# 小泉絵美子
小泉 絵美子（こいずみ えみこ、1984年9月25日 - ）は元女性ファッションモデル、女優。山形県米沢市出身。

## 来歴・人物
2000年ユニチカマスコットガール。その後はテレビドラマや映画に出演していた。
ファッション雑誌『SEVENTEEN』の専属モデルとして活動していた。
スターダストプロモーション所属であったが、2007年3月現在、事務所の公式サイトから名前がなくなっているため不明。

## 出演

### バラエティ番組
- Harajukuロンチャーズ（BS朝日、2002年10月 - 2003年4月）

### テレビドラマ
- カバチタレ!（フジテレビ、2001年1月 - 3月）
- ロング・ラブレター〜漂流教室〜（フジテレビ、2002年1 月 - 3月）
- 女と愛とミステリー「松本清張没後10年特別企画・たづたづし」（テレビ東京、2002年11月24日）

### 映画
- 世界の終わりという名の雑貨店（2001年）